# Omentum minus

Epigastrium in situ, vorderer Leberrand nach oben gezogen. Zu sehen sind die Lageverhältnisse des Omentum minus.

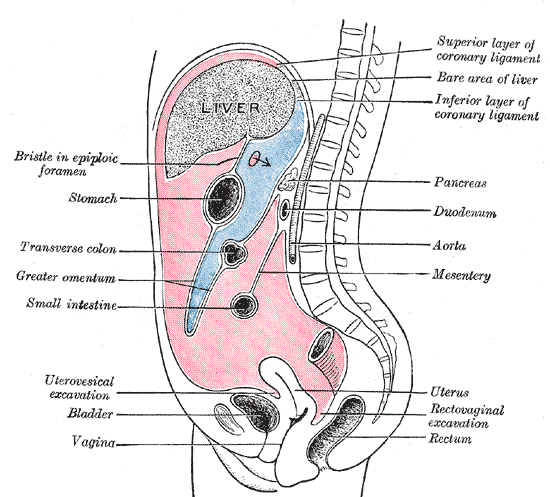
Grafik aus Gray’s Anatomy

Das Omentum minus (lateinisch für kleines Netz) ist ein Gebilde des Bauchfells und liegt zwischen Magen und dem Anfangsabschnitt des Duodenums und der Leberpforte. Es wird in zwei Abschnitte – das Leber-Magen-Band (Ligamentum hepatogastricum) und das Leber-Zwölffingerdarm-Band (Ligamentum hepatoduodenale) – unterteilt. Das Omentum minus begrenzt nach ventral den Netzbeutelvorhof (Vestibulum bursae omentalis).

## Bänder
Das Ligamentum hepatogastricum verkehrt zwischen der kleinen Kurvatur (Curvatura minor) des Magens (Gaster) und der Leber (Hepar). Es ist der größere Anteil des kleinen Netzes und gliedert sich in einen direkt an der kleinen Kurvatur gelegenen dichten Teil (Pars densa) und einen durchsichtigen Teil (Pars flaccida).
Das Ligamentum hepatoduodenale ist der Abschnitt des Omentum minus zwischen Leber und Zwölffingerdarm (Duodenum). In der Struktur verlaufen ventral der Ductus choledochus (Gallengang), in der Mitte die Arteria hepatica propria (Leberarterie) und dorsal die Pfortader (Vena portae hepatis). Diese Strukturen werden zusammen auch als Leitungsbahn-Trias bezeichnet. Unter dem Ligamentum hepatoduodenale befindet sich das Foramen omentale, der einzige natürliche Zugang zur Bursa omentalis.
Als Ligamentum hepatooesophageale werden jene Fasern des Omentum minus bezeichnet, die zwischen Leber (Hepar) und zwischen Bauchteil (Pars abdominalis) der Speiseröhre (Oesophagus) verlaufen.

## Embryologie
Das Omentum minus entwickelt sich embryonal aus dem Mesohepaticum dorsale (ein Teil des Mesogastrium ventrale). Durch die embryonale Magendrehung kommt es rechts vom Magen zu liegen. Das untere freie Ende (Ligamentum hepatoduodenale) des Omentum minus entspricht dem kaudalen freien Ende des ventralen Mesos.